# Hornostaje-Osada
Hornostaje-Osada [xɔrnɔsˈtajɛ ɔˈsada] est un village polonais de la gmina de Mońki dans le powiat de Mońki et dans la voïvodie de Podlachie. Il se situe à environ 1 kilomètre au nord-ouest de Mońki et à 40  kilomètres au nord-ouest de Bialystok. 
Le village compte approximativement 210 habitants.